# Brutalismo

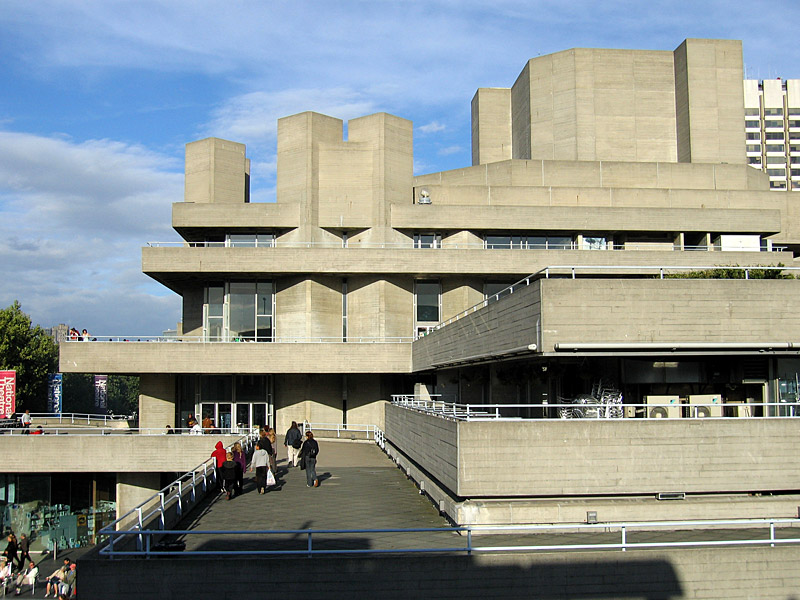
Il Royal National Theatre di Londra, opera di Denys Lasdun (1976).

Il brutalismo è una corrente architettonica, nata negli anni cinquanta del Novecento in Inghilterra, vista come il superamento del Movimento Moderno in architettura. La corrente brutalista può essere inoltre ricondotta a diversi altri campi artistici, quali l'architettura d'interni e il design industriale.

## Storia
Il termine nacque nel 1954 nel Regno Unito (Brutalism) e deriva dal béton brut di Le Corbusier, che caratterizza l'"Unité d'Habitation" (1950) di Marsiglia, e in particolare da una frase presente nel suo Verso una architettura del 1923: «L'architecture, c'est, avec des matières brutes, établir des rapports émouvants».

## Ilbéton brut
Il brutalismo impiega molto spesso la rudezza del cemento a vista (in francese béton brut), le cui forme plastiche, lavorate e plasmate nei particolari come nei pilotis o nei camini dell'"Unité d'Habitation", evidenziano con forza espressiva la struttura. I volumi delle membrature risultano accentuati, robusti, tali che l'unione fra l'aspetto estetico del progetto e il materiale grezzo strutturale utilizzato in tale corrente danno vita ad una rappresentazione visiva di "vigore" architettonico.
A queste forme di espressione architettonica si sono ispirati dapprima in Inghilterra Alison e Peter Smithson, James Frazer Stirling, autore della facoltà di Storia dell'Università di Cambridge (1968), e negli Stati Uniti d'America Paul Rudolph (allievo di Walter Gropius ad Harvard), che nel 1963 progetta la Scuola d'arte e d'architettura di Yale. L'architetto argentino Clorindo Testa è autore di due delle opere più significative del panorama brutalista internazionale, la sede della Banca di Londra e la Biblioteca nazionale, entrambe a Buenos Aires.
Non ci sono invece elementi concreti perché il Brutalismo sia influente sul movimento metabolista giapponese che muove da altri presupposti.

## Architettura brutalista in Italia

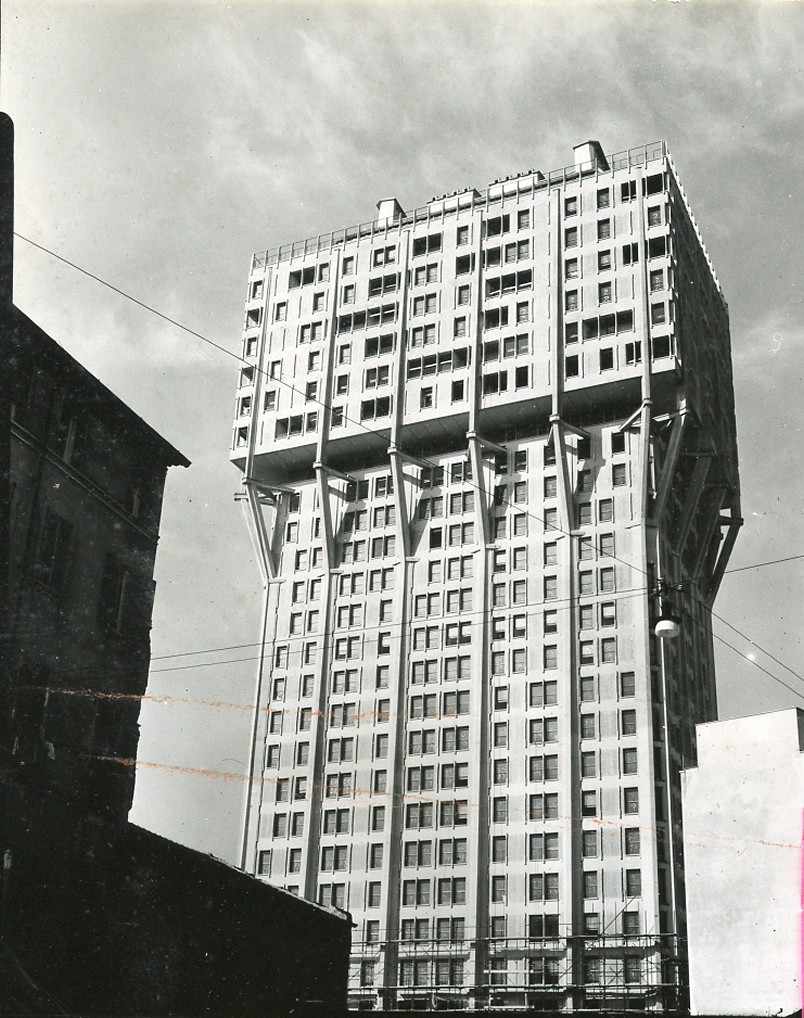
Torre Velasca, Milano, di BBPR (1956-1958). Foto di Paolo Monti.

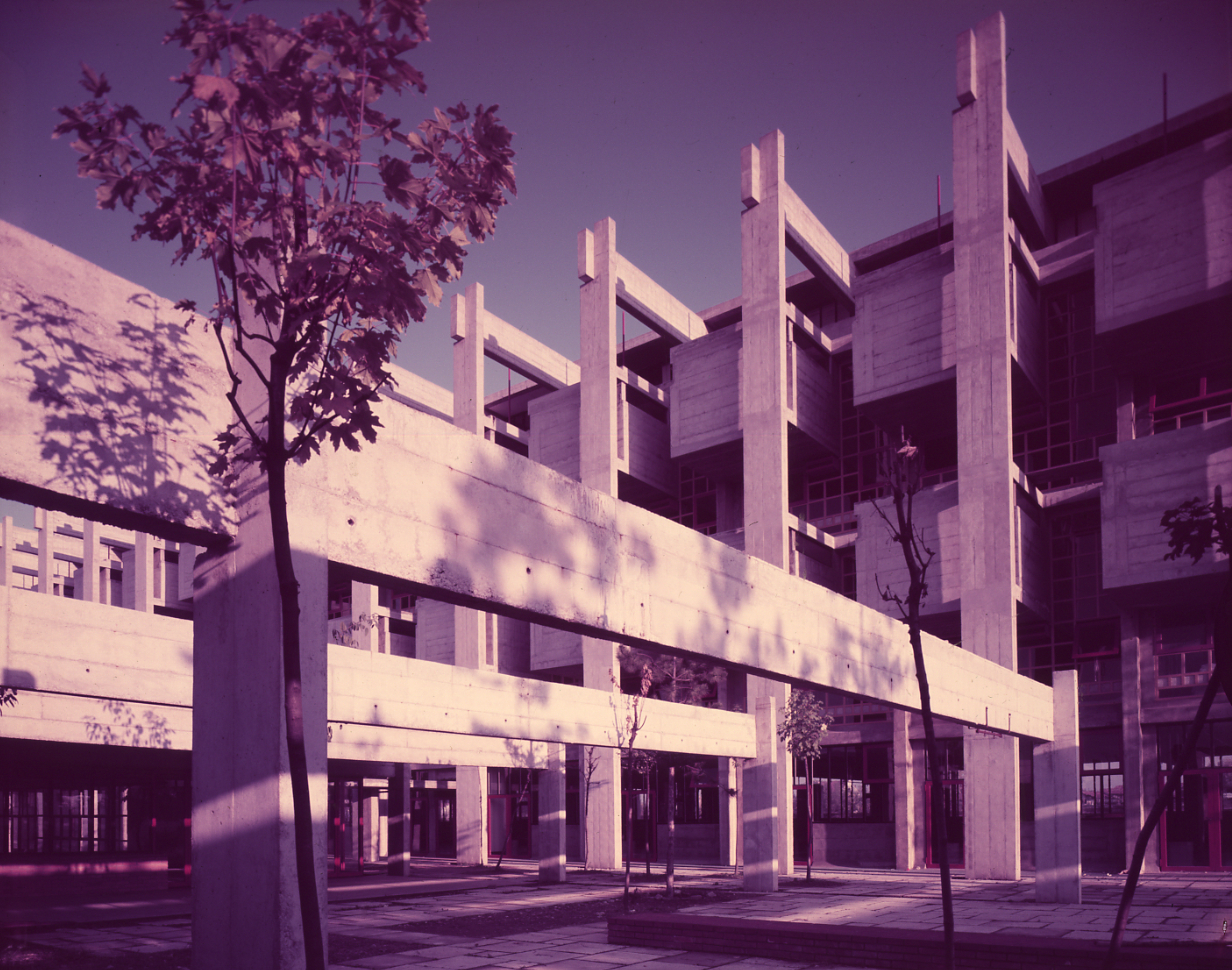
Istituto Marchiondi Spagliardi a Baggio, Milano, di Vittoriano Viganò. Foto di Paolo Monti.

In Italia diversi architetti hanno tratto dal brutalismo opere importanti come la Torre Velasca a Milano del Gruppo BBPR (1956-1958), che evidenzia fortemente le nervature della struttura, che salgono, modulano la forma architettonica, accentuandosi prospetticamente nei puntoni dello sbalzo. Quest'opera è tuttavia più precisamente ascrivibile alla corrente Neoliberty, che si proponeva di recuperare i valori della tradizione architettonica italiana dopo la stagione fortemente avanguardista del razionalismo. Reyner Banham, critico britannico vicino al movimento brutalista d'oltremanica, fu molto critico nei confronti dell'opera che giudicò come "la ritirata italiana dall'architettura moderna".
Altre opere da citare sono l'Istituto Marchiondi a Milano di Vittoriano Viganò (1957), il cui plastico è esposto al MoMA di New York.
Altra importante struttura appartenente alla corrente brutalista è la "Casa Sperimentale" dell'architetto Giuseppe Perugini, progettata e realizzata alla fine degli anni sessanta nei pressi del litorale di Fregene in collaborazione con suo figlio Raynaldo Perugini e sua moglie Uga De Plaisant.
A Roma, nel 1969 Francesco Berarducci costruisce il villino brutalista in via Colli della Farnesina 144 (dove Elio Petri girerà alcune scene di Indagine su un cittadino al di sopra di ogni sospetto). La struttura in cemento armato brutalista è l'elemento organizzante ed espressivo dominante, che contiene al suo interno l'irregolarità "casuale" delle tamponature e delle superfici vetrate informalmente distribuite.
Nella sede dell'Ordine dei Medici in via Giovanni Battista de Rossi a Roma di Piero Sartogo (con Fegiz e Gimigliano, 1967-1972), il brutalismo è evidente nell'uso del béton brut a vista e di tutte le materie grezze che Sartogo esibisce schiettamente ispirandosi a Le Corbusier.
Sempre a Roma ne è un esempio la sede dell'ambasciata britannica di Sir Basil Urwin Spence, in via XX Settembre.
Da citare anche alcuni progetti di Leonardo Ricci come l'auditorium di Riesi del 1963 e le abitazioni del quartiere Sorgane a Firenze del 1966 e i 246 edifici per 870 unità abitative del quartiere Matteotti a Terni di Giancarlo De Carlo (1971-1974).
Notevole la travolgente plasticità del cemento armato a faccia nella Chiesa dell'Autostrada del Sole (1964), nel santuario della Beata Vergine della Consolazione (1967) e nella struttura della Banca di Val d'Elsa di Giovanni Michelucci (1977), dove si leggono chiaramente i segni del linguaggio brutalista.
A Trieste, la sede del liceo scientifico Galileo Galilei (1969-71) e il complesso residenziale di case popolari nel quartiere di Rozzol Melara e noto come "il Quadrilatero" (1969-1982), entrambe opere degli architetti Celli Tognon, sono esempi rappresentativi dello stile brutalista. Vanno inoltre citati pure l'istituto d'arte Enrico Nordio e il Santuario mariano di Monte Grisa. Anche il Palacultura di Messina, progettato nel 1977 dall'ingegner A. D'Amore e dall'architetto F. Basile e completato nel 2009, è entrato di diritto a far parte degli esempi di questo stile architettonico in Italia.

## Edifici
- 33 Thomas Street, New York
- Torre Martesana, Milano Luigi Caramella
- Convento di Santa Maria de La Tourette, Éveux, (Francia), 1959, Le Corbusier
- Istituto statale di istruzione superiore Cipriano Facchinetti, Castellanza, (Italia), 1965, Enrico Castiglioni e Carlo Fontana
- Hotel DUPARC Contemporary Suites, Torino (Italia), 1971, Laura Petrazzini
- Municipio di Boston, Boston
- GioiaOtto, Milano, Marco Zanuso
- Casa Sperimentale, Fregene, 1969, Giuseppe Perugini
- Villino in Via dei Colli della Farnesina 144, Roma 1969, Francesco Berarducci;
- Royal National Theatre, Londra
- Centre Point, Londra
- Birmingham Central Library, Birmingham, 1973
- Barbican Complex, Londra, 1982
- Banco di Londra, Buenos Aires, Clorindo Testa
- Biblioteca nazionale, Buenos Aires, Clorindo Testa
- Casa dei Soviet, Kaliningrad 1970
- Torre Genex, Belgrado, 1977
- Facultad de Artes Musicales, San José attualmente ospita nel piano interrato il Museo degli Insetti
- Policlinico Federico II,Napoli 1964-1971, Carlo Cocchia
- Torre Velasca, Milano
- Transgas, Praga
- Vele di Scampia, Napoli, 1962-1975, Francesco Di Salvo
- Villa Gontero cumiana (TO)
- Villa Atelier, Polpenazze del Garda
- Complesso SNOS ex Officine Savigliano di Corso Mortara Torino
- Brutalist House (Laethem-Saint-Martin) Islanda - LYX Arkitekt (2021)

## Design industriale
L'estetica brutalista nel campo del disegno industriale si esprime attraverso l'essenzialità delle forme, linee squadrate, l'uso di colori patinati e l'espressività di materiali "industriali" quali cemento, metallo e legno grezzo.

### Automobile

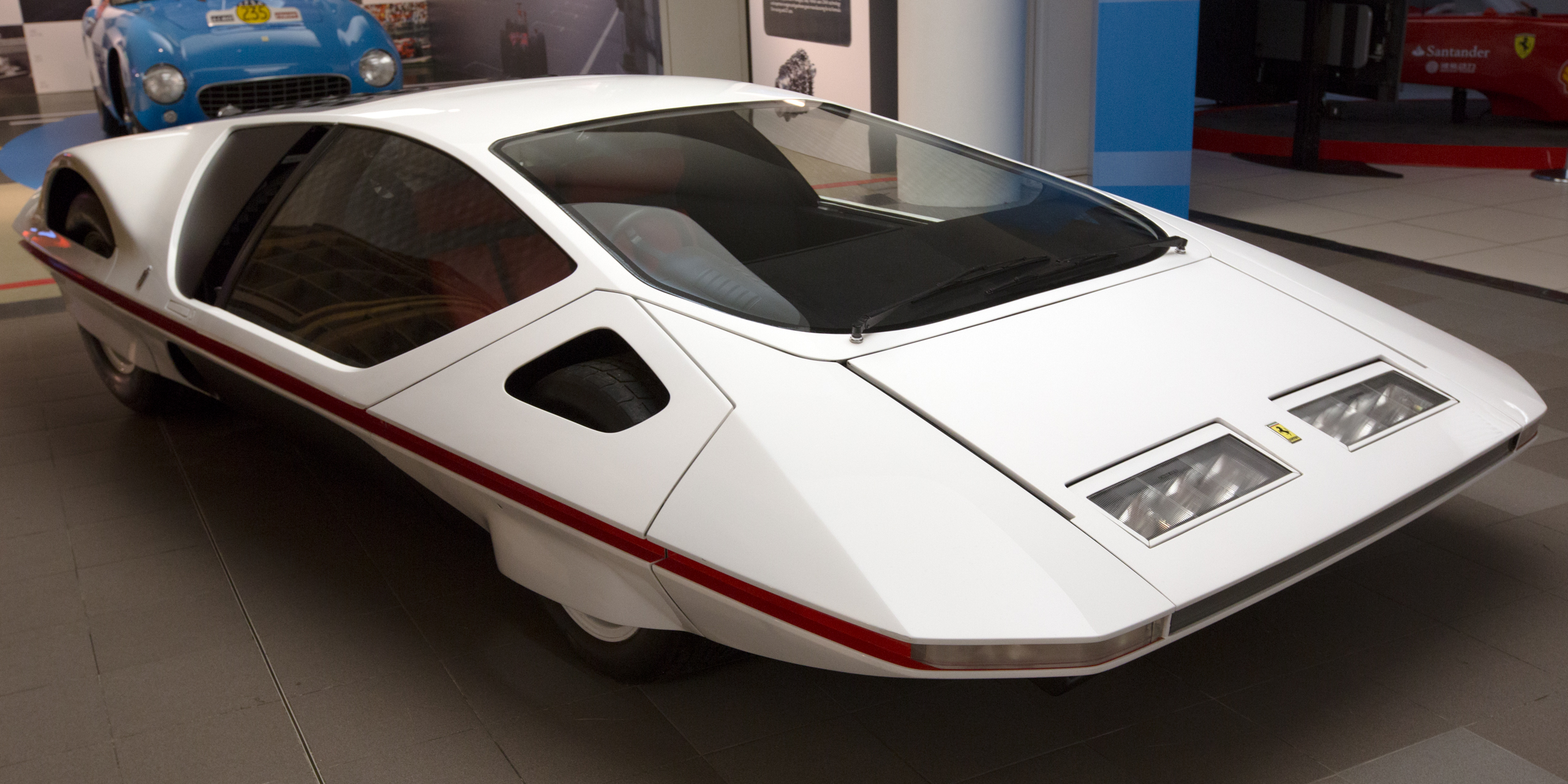
Ferrari Modulo

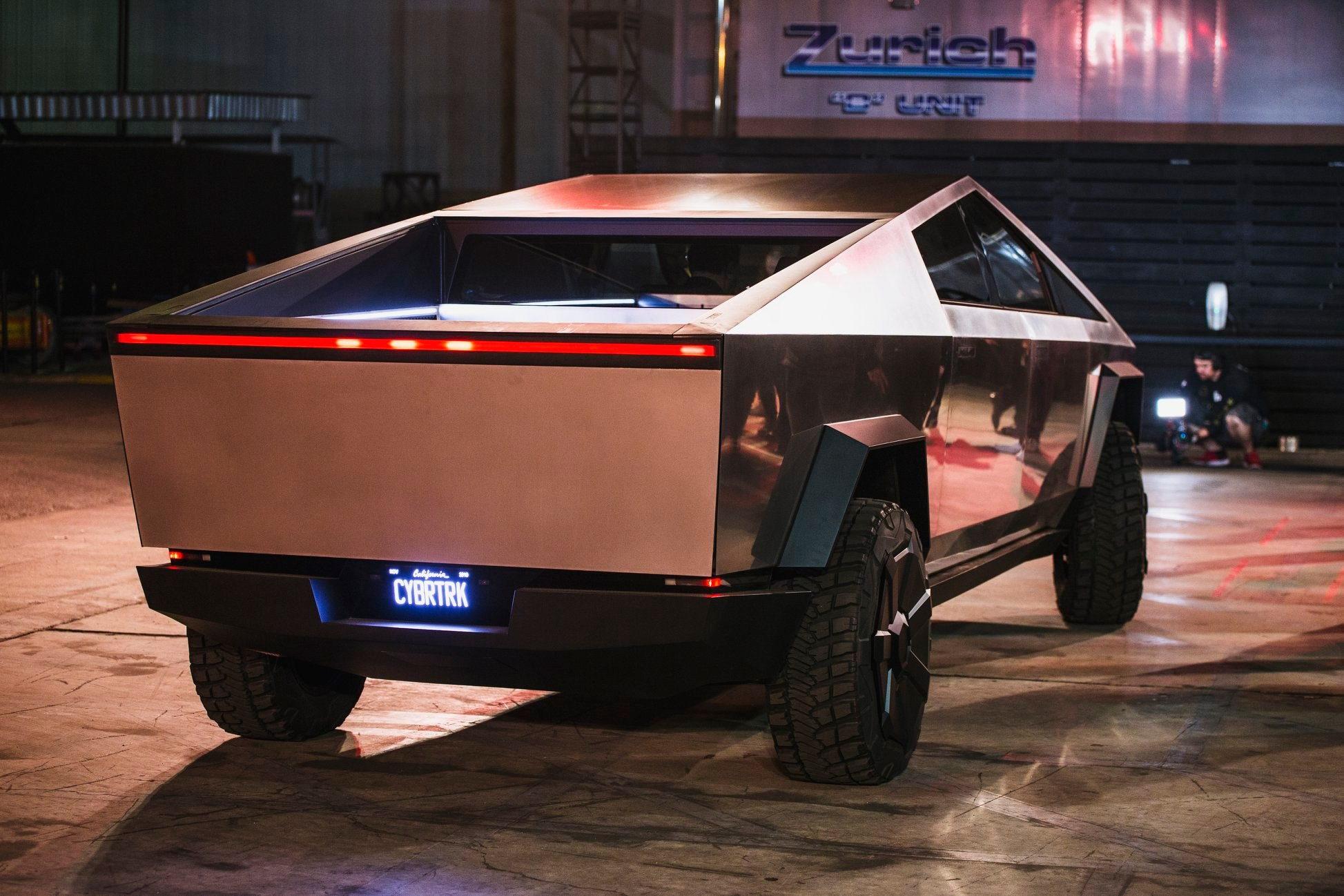
Tesla Cybertruck

Il brutalismo, nel campo della progettazione dei veicoli, si compone di linee squadrate e taglienti, strutture nude e di una riprogettazione razionale degli spazi interni. Dati i principi di base di questa corrente, le categorie di veicoli principalmente progettate furono supercar sportive e utilitarie. Esempi di automobili brutaliste sono:
- Citroën Type H (1947)
- Alfa Romeo Carabo (1968)
- Ferrari Modulo (1968)
- Lamborghini Countach (1971)
- Lancia Stratos (1971)
- Sebring-Vanguard CitiCar (1974)
- Triumph TR7 (1975)
- Fiat Panda (1980)
- Citroën Karin (1980)
- DeLorean DMC-12 (1981)
- Lamborghini LM 002 (1986)
- United Nude Lo Res Car (1996)
- Nissan Cube (1998)
- Tesla Cybertruck (2020)